# Leoz
Leoz (baskijski: Leotz) – gmina w Hiszpanii, w Nawarze, o powierzchni 95,5 km². W 2011 roku gmina liczyła 261 mieszkańców.